# Ośrodek Zapasowy Broni Pancernych typ I nr 1
Ośrodek Zapasowy Broni Pancernych typ I nr 1 (OZBPanc. nr 1) – oddział broni pancernej Wojska Polskiego II RP z okresu kampanii wrześniowej.
Ośrodek Zapasowy Broni Pancernych typ I nr 1 nie występował w organizacji pokojowej Wojska Polskiego. Był jednostką formowaną zgodnie z planem mobilizacyjnym „W” w Warszawie, w II rzucie mobilizacji powszechnej. Jednostką mobilizującą był 3 batalion pancerny.

## Historia i Formowanie
W ramach mobilizacji powszechnej w jej II rzucie z kadry i rezerwistów 3 batalionu pancernego oraz nadwyżek kadry i rezerwistów z 11 batalionu pancernego. Zmobilizowano Ośrodek Zapasowy Broni Pancernych typu I nr 1. Ośrodek ten miał za zadanie przeszkolenie uzupełnień dla załóg i pododdziałów czołgów lekkich 7TP.
Etat przewidywał skład ośrodka:
- dowództwo ośrodka
- kompania gospodarcza
- kompania szkolna
- kompania ćwiczebna
- 2 kompanii zapasowych
- pluton specjalny
- park pojazdów[2].

Dowództwo ośrodka objął mjr br. panc. Karol Krzyżanowski. Jeszcze nie sformowany ośrodek 5 września 1939 otrzymał rozkaz opuszczenia Warszawy i przemarszu do Lublina. Z nadwyżek 3 batalionu pancernego i tworzącego się ośrodka wyodrębniono kompanię kilkudziesięciu żołnierzy pod dowództwem kpt. br. panc. Antoniego Henryka Krzyżanowskiego, do obrony mostów w Warszawie. Kompania ta dała początek, batalionowi ochrony mostów. Adiutantem batalionu był por. br. panc. Konrad Piotr Siekierski.

## Działania OZBPanc. nr 1
Niezwłocznie 5 września kompania kapitana Krzyżanowskiego objęła obronę mostów w Warszawie na Wiśle. Do kompanii, a następnie batalionu obrony mostów, sukcesywnie włączano wszystkich żołnierzy broni pancernej z ewakuowanych grup z zachodu i północy kraju, a także z formacji przebijających się do Warszawy. Do batalionu przydzielono wzmocnienie w postaci saperów, armat ppanc. i broni maszynowej. Batalion stał się też stacją zborną żołnierzy broni pancernych. Pod koniec września osiągnął stan 318 żołnierzy. Chronił mosty: kolejowy koło Cytadeli, Kierbedzia, Poniatowskiego i Średnicowy oraz zaporę przeciwminową w górze rzeki. Ponadto żołnierze prowadzili patrole wzdłuż rzeki kontrolowali ruch na mostach i chronili przed dywersantami. Pododdziały batalionu poniosły straty od ataków lotniczych i ostrzału artylerii nieprzyjaciela.
Batalion składał się z obsady:
- mostu kolejowego k. Cytadeli (dowódca ppor. Stefan Tomaszewicz) złożonej z plutonu spieszonych pancerniaków i drużyny saperów (obsada uzbrojona w 2 rkm i 1 armatę ppanc.),
- mostu Kierbedzia (dowódca por. br. panc. Bolesław Pałys) złożona z kompanii spieszonych pancerniaków i patrolu minerskiego (obsada uzbrojona w 2 ckm i 1 armatę ppanc.),
- mostu Poniatowskiego i Średnicowego oraz zapory na Wiśle (dowódca kpt. br. panc. Marian Górski, zastępca dowódcy por. br. panc. Tadeusz Lajourdie) złożonej z kompanii spieszonych pancerniaków, saperów (obsada uzbrojona w 3 ckm, 1 armatę ppanc i 1 armatę 75 mm)[5].

Ośrodek opuścił Warszawę 6 września w sile ponad 1000 żołnierzy na ponad 100 pojazdach mechanicznych. 7 września dotarł do Lublina, skąd 9 września pojechał w kierunku wschodnim do Łucka i Kiwerc, które osiągnął 10 września.
W Łucku do ośrodka dołączył oddział ochronno-techniczny z pozostałości 12 batalionu pancernego. Na wiadomość od Sztabu NW, że z Francji wypłynął 14 września transport z batalionem czołgów Renault R-35, nakazano ośrodkowi marsz w kierunku granicy rumuńskiej, gdzie 20 września w porcie w Konstancy miał rozpocząć wyładunek sprzętu. Ośrodek podjął marsz 15 września, osiągając 16 września miejscowość Podkamień na Podolu, a 17 września do Horodenki. W rejonie tej miejscowości następnego dnia część żołnierzy II rzutu OZBPanc. nr 1 dostała się do niewoli sowieckiej otoczona przez czołówkę pancerną. Pozostali żołnierze przedostali się do Rumunii, a następnie ewakuowali się do Francji i Wielkiej Brytanii tworząc zręby jednostek pancernych PSZ.
Według innych źródeł rzut (II) gąsienicowy OZBPanc. nr 1 i część OZBPanc. nr 2 z Lublina oraz pozostałości 81 dywizjonu pancernego podczas przeprawy przez Dniestr w Niżniowie stoczyły walkę z sowieckim plutonem czołgów BT. W trakcie walki po stronie polskiej wzięło udział 7 czołgów rozpoznawczych TK-3 i trzy samochody pancerne wz. 34, w jej wyniku uległo zniszczeniu i uszkodzeniu 6 tankietek i 1 samochód pancerny. Kolumnie samochodowej z pozostałymi pojazdami pancernymi udało się wycofać i uciec, a 18 września przekroczyć granicę z Rumunią w Kutach.